# Ферекид Леросский
Ферекид Леросский, или Ферекид Афинский — древнегреческий писатель
, мифограф и логограф первой половины V века до н. э.
Жил в конце правления царя Дария Гистаспа. Родился на острове Лерос, но большую часть жизни жил в Афинах. Поэтому долгое время Ферекид Леросский и Ферекид Афинский считались разными лицами — даже византийская энциклопедия X века Суда описывает их как отдельных людей.
Его сочинение состояло не менее чем из десяти книг.
Сохранились фрагменты его «Истории» — работы, написанной на ионийском диалекте и посвящённой генеалогии богов, древнегреческих героев и других персоналий вплоть до эпохи самого Ферекида. Считается одним из лучших древних учёных в области генеалогии. Кроме того, утеряны несколько других работ Ферекида — история его родного острова, «Об Ифигении», «На празднествах Дионисия».